# Overskolestævnet
Overskolestævnet også kendt som OSS er en årlig, 5 dage lang, begivenhed der afholdes for overskolerne, for alle steinerskoler i Danmark. Stævnet finder altid sted i Kristi himmelfarts ferien og skifter placering mellem de forskellige steinerskoler fra år til år.
Stævnet har været aflyst siden 2020 på grund af corona, men i 2024 blev det genoplivet af en gruppe engagerede frivillige elever fra de forskellige skoler, og afholdt på Kvistgård Steinerskole.
I efteråret 2025 vil der blevet lavet en beslutning om hvor stevnet skal afholdes i 2026.  
Hvert år bliver det holdt på forskellige skole landet over, for at styrke det fællesskab steinerskoler typisk ikke har, fordi de er mindre. 
Deltagende på Overskolestævnet deltager i forskellige workshops, eksempelvis keramik, musik, dans og lignende.
Derudover findes der flere konkurrencer, som "Årets steinerbarn" og selvfølgelig den famøse volleyball turnering.
Overskolestævnet arrangeres af en gruppe af 2-8 repræsentanter fra hver overskole, uden indflydelse fra lærer eller forældre, og er 100% non-profit hvor alle pengene går til mad, underviserer og andre aktiviteter der forgår på stævnet.
Til at starte med var stævnet en gruppe elever fra primært Rudolf Steiner Skolen i Aarhus og Vidar Skolen i Gentofte som mødtes med jævne mellemrum.